# Cliquetis
 (août 2019).
Si vous disposez d'ouvrages ou d'articles de référence ou si vous connaissez des sites web de qualité traitant du thème abordé ici, merci de compléter l'article en donnant les références utiles à sa vérifiabilité et en les liant à la section « Notes et références ».
Dans un moteur à explosion, le cliquetis est une combustion anormale entraînant une résonance de l'explosion sur les parois de la chambre de combustion et du piston. Ces résonances peuvent être décelées à bas régime par une oreille experte. Il s'agit d'un bruit métallique bien connu des motoristes.
À ne pas confondre avec le phénomène de pré-allumage (parfois dénommé « auto-allumage ») engendrant la combustion à contre-temps d'une partie du mélange de carburant d'un moteur à allumage commandé, indépendamment de l'étincelle de la bougie d'allumage.

## Cliquetis

Phénomène d'auto-allumage dans la chambre de combustion.

Le cliquetis désigne les résonances liées à l'explosion du carburant dans la chambre de combustion avant que la combustion ne soit déclenchée par la bougie. En général cela survient entre 10 et 50° après le Point Mort Haut (PMH), durant la détente du gaz, phase où la pression et la chaleur sont maximales dans la chambre. Cette chaleur va entraîner une inflammation chaotique de la partie de gaz combustible imbrûlé. Si cette inflammation se produit pendant l'ouverture de la soupape d’échappement une partie de la combustion se produira alors dans le pot d'échappement avec des "pétarades"" caractéristiques, déclenchant parfois des flammes voire des déflagrations à la sortie du pot d'échappement.
Le cliquetis est inexistant dans un moteur fonctionnant suivant le cycle Diesel, la chaleur étant le déclencheur de l’inflammation généralisée.

### Généralités
Les ingénieurs automobiles utilisent également le mot « cliquetis » pour désigner le phénomène d'inflammation d'une partie du mélange air/essence avant que le front de flamme, déclenché par l'allumage de la bougie, n'ait atteint cette partie (Cf. animation à droite).
Le cliquetis est dû à une augmentation de la température liée à l'augmentation de la pression régnant dans la chambre lors de la combustion du mélange.

Deux zones dans la chambre de combustion sont alors à distinguer : une zone située à proximité de la bougie où la combustion se fait de manière "progressive" et des zones "erratiques" dans lesquelles une ou plusieurs combustions naissent spontanément par auto-inflammation.
Ces zones "tourmentées" vont exploser et entraîner des pics de pressions et des résonances (entre 8 et 14 kHz) : le cliquetis.

Ces pics de pressions sont très néfastes pour le piston et les chemises du moteur mais également pour le joint de culasse et la bougie. Les pièces métalliques vont alors être attaquées thermiquement car les ondes de pressions (de choc) par suppression de la couche limite va permettre aux "explosions" de venir "piquer" les pièces. Le cliquetis va notamment marteler le piston et le faire basculer et osciller. Ce phénomène engendre des contraintes mécaniques énormes pouvant aller jusqu'à casser la bielle, le vilebrequin, etc.

### Les causes du cliquetis

Illustration du comportement d’une pastille piézoélectrique : la contrainte appliquée crée un signal électrique.

- Un rapport volumétrique trop élevé. Plus celui-ci est élevé, plus la compression du mélange sera importante et rapide, ce qui augmente la température dans le cylindre.
- La température d'admission trop élevée. C'est notamment le cas dans un moteur turbo-compressé, ce dernier augmentant la température de l'air qu'il compresse (travail thermodynamique), le rendant plus sensible à l'auto-allumage lorsqu'il est mélangé au carburant. Pour pallier ce problème, on utilise souvent un échangeur air/air qui rafraichit l'air en aval du turbocompresseur, grâce à de l'air frais atmosphérique[2][Pas dans la source].
- L'emploi de bougie « trop chaude » (dissipation thermique faible) qui provoque l'inflammation du mélange, avant le déclenchement de l’étincelle générée par l'allumage, car ses électrodes sont excessivement chaudes[2][Pas dans la source].
- Une avance à l'allumage trop importante.
- Si le moteur est en surchauffe, que les conduits destinés à la circulation du liquide de refroidissement sont obstrués, que la température des pipes d'admissions ou du carburateur ou système d'injection est particulièrement élevée, le risque de cliquetis est accru[2][Pas dans la source].
- Une carburation trop pauvre (manque d'essence (gicleur bouché ou inadapté), ou surplus d'air (prises d'air)).

### Solutions
- Il existe des capteurs de cliquetis, qui sont le plus souvent de type piézo-électrique. Ces derniers captent les vibrations émises par le cliquetis et permettant au calculateur d'allumage de réduire temporairement l'avance à l'allumage pour stopper le phénomène[2].
- L'indice d'octane du carburant. Plus il est élevé, moins le moteur sera sujet au cliquetis.
- La forme de la chambre de combustion. On peut donc agir sur cette dernière pour mieux homogénéiser le mélange de carburant[2][Pas dans la source].
- Contrôler le serrage des colliers de carburateur et s'assurer que les vis de prises de dépression sont bien serrées.